# Seiji Honda
Seiji Honda (本田 征治?, Honda Seiji; Prefettura di Tokushima, 25 febbraio 1976) è un ex calciatore giapponese, di ruolo portiere.